# Boneh-ye Kāz̧em
Boneh-ye Kāz̧em (persiska: بنه کاظم) är en ort i Iran.   Den ligger i provinsen Khuzestan, i den centrala delen av landet, 500 km sydväst om huvudstaden Teheran. Boneh-ye Kāz̧em ligger 54 meter över havet och antalet invånare är 144.
Terrängen runt Boneh-ye Kāz̧em är platt. Runt Boneh-ye Kāz̧em är det ganska tätbefolkat, med 80 invånare per kvadratkilometer. Närmaste större samhälle är Yashānsakhī, 10,0 km väster om Boneh-ye Kāz̧em. Trakten runt Boneh-ye Kāz̧em består till största delen av jordbruksmark.